# Tim Roth

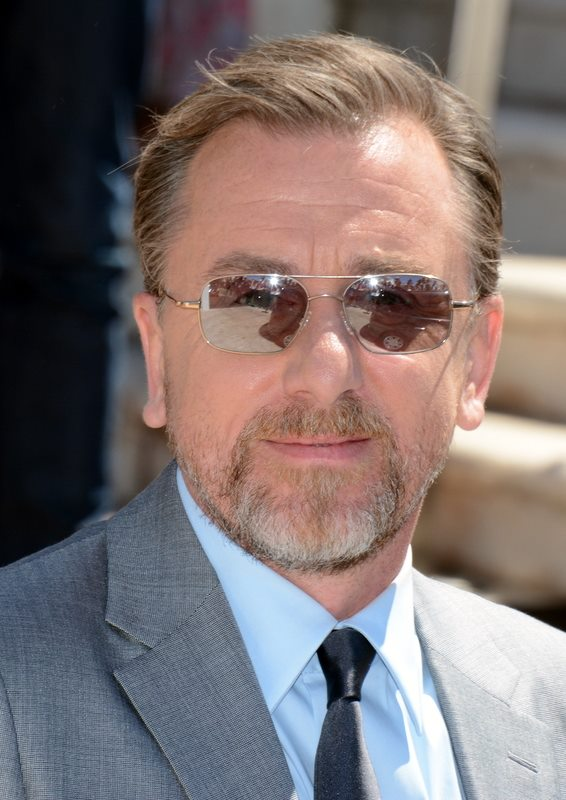
Tim Roth (Cannes 2014)

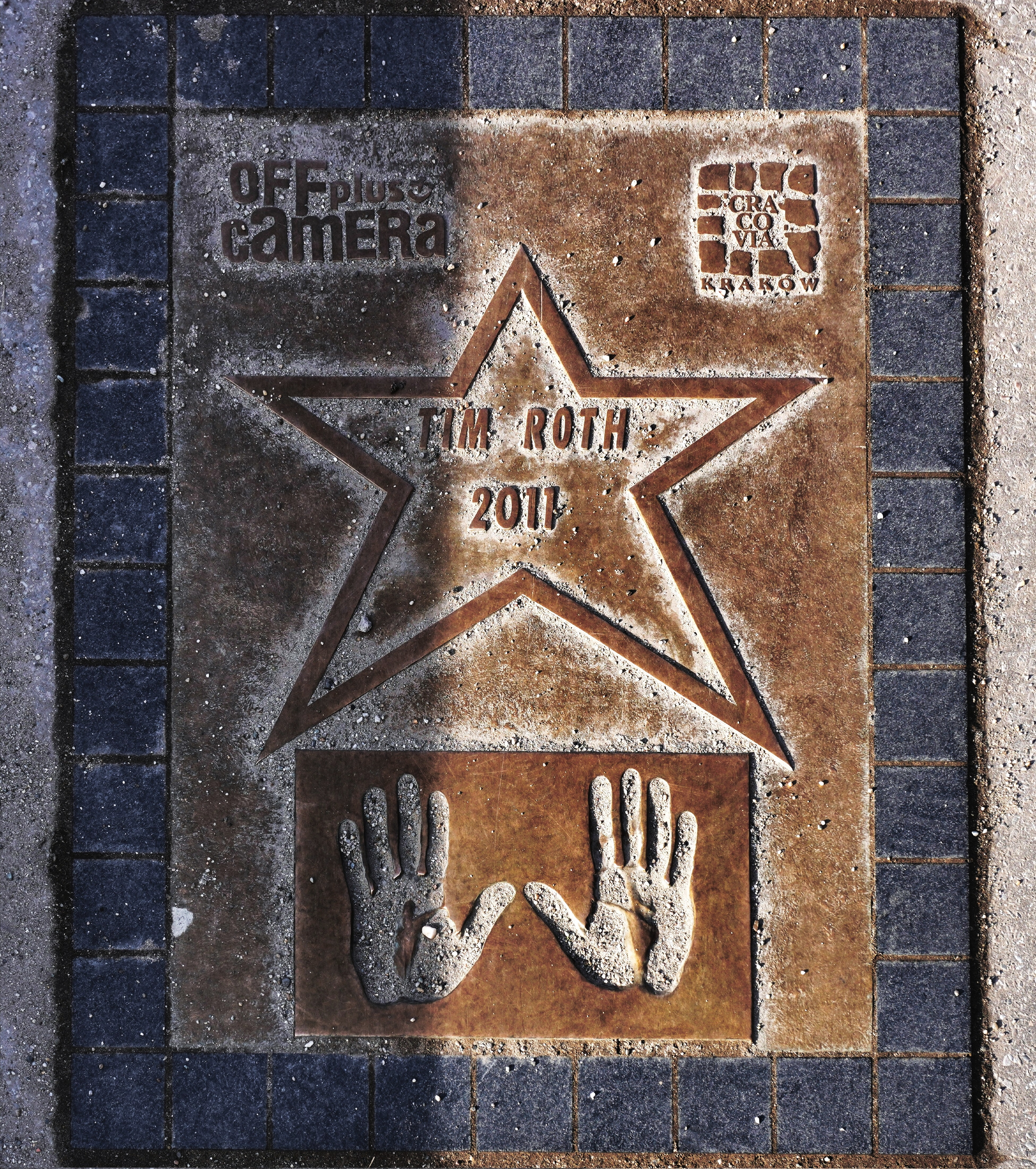
Gwiazda Tima Rotha na Alei Gwiazd w Krakowie

Tim Roth, właściwie Timothy Simon Smith (ur. 14 maja 1961 w Londynie) – angielski aktor, producent i reżyser. Sławę przyniosły mu role w filmach Quentina Tarantino – Wściekłe psy i Pulp Fiction. Częściej niż w wielkich hollywoodzkich produkcjach można go zobaczyć w filmach niezależnych i europejskich. W 1995 został nominowany do Oscara dla aktora drugoplanowego za rolę Archibalda Cunninghama w obrazie Rob Roy.

## Życiorys

### Wczesne lata
Urodził się w Dulwich w Londynie jako syn Anny – malarki oraz nauczycielki i Erniego – dziennikarza pracującego na Fleet Street, członka brytyjskiej partii komunistycznej, aż do lat 70., gdy wybuchł w niej skandal seksualny. Jego ojciec urodził się pod nazwiskiem Smith w Sheepshead Bay, dzielnicy Brooklyn, w Nowym Jorku, w brytyjskiej rodzinie imigrantów irlandzkich przodków; w 1940 zmienił swoje nazwisko na „Roth”, częściowo na znak solidarności z ofiarami Holocaustu.
Uczęszczał do Strand School w Tulse Hill i Dick Sheppard Comprensive School. Już we wczesnym dzieciństwie wykazywał talent artystyczny, więc jego matka zapisała go na Wydział Rzeźby londyńskiej Camberwell School of Art.
W 2009 roku w wywiadzie dla brytyjskiego dziennika „The Guardian” wyznał, że w dzieciństwie był molestowany przez swojego dziadka, którego wcześniej ofiarą padł także ojciec Tima.

### Kariera
Na scenie Abbey Theatre występował w sztuce Easter jako Benjamin. Po występie w musicalu Donalda Swanna i Aleca Davisona The Yeast Factory (1979) w Cockpit Theater, zagrał Kasjusza w szekspirowskim Otello (od 22 lipca do 2 sierpnia 1980) w The Oval House Theatre, Dereka w Cecila Taylora Szczęśliwe kłamstwa (Happy Lies, 1981) w Albany Theatre i syna w sztuce Jeana Geneta Parawany (1982) w Citizens Theatre w Glasgow, a następnie związał się z grupą teatralną Royal Court Theatre (1984).
Po raz pierwszy pojawił się na małym ekranie jako szesnastoletni skinhead Trevor w telewizyjnym dramacie kryminalnym Produkcja brytyjska (Made in Britain, 1982). Za swój debiut kinowy jako Myron w dramacie kryminalnym Stephena Frearsa Wykonać wyrok (The Hit, 1984) był nominowany do nagrody BAFTA. Zyskał większą uwagę jako Mitchel w dramacie Petera Greenawaya Kucharz, złodziej, jego żona i jej kochanek (The Cook the Thief His Wife & Her Lover, 1989) u boku Helen Mirren, Michaela Gambona i Richarda Bohringera. Zagrał postać Vincenta van Gogha w dramacie Roberta Altmana Vincent i Theo (Vincent & Theo, 1990). W komediodramacie Toma Stopparda Rosencrantz i Guildenstern nie żyją (Rosencrantz & Guildenstern Are Dead, 1990) z Garym Oldmanem i Richardem Dreyfussem wystąpił w szekspirowskiej roli Gildensterna.
Później zdobył międzynarodowe uznanie występując w filmach Quentina Tarantino – Wściekłe psy (Reservoir Dogs, 1992) jako pan Orange – Freddy Newandyke, Pulp Fiction (1994) jako Pumpkin – Ringo i Cztery pokoje (Four Rooms, 1995) jako Ted, obsługa hotelu. Za kreację Archibalda Cunninghama w melodramacie historycznym Michaela Catona-Jonesa Rob Roy (1995) z Liamem Neesonem zdobył nominację do Oscara, Złotego Globu i Saturna dla najlepszego aktora drugoplanowego i został uhonorowany nagrodą BAFTA dla najlepszego aktora w roli drugoplanowej oraz KCFCC (Kansas City Film Critics Circle) w kategorii najlepszy aktor drugoplanowy.
Debiutował jako reżyser dramatem Strefa wojny (The War Zone, 1999) z udziałem Raya Winstone’a, Tildy Swinton i Colina Farrella, a za swój debiut otrzymał liczne nagrody, w tym C.I.C.A.E. Award na 49. MFF w Berlinie. Jego rola małpy – generała Thade w Planeta małp (Planet of the Apes, 2001) była nominowana do nagrody Saturna i MTV Movie Award jako najlepszy czarny charakter. W 2008 na Giffoni Film Festival odebrał nagrodę im. François Truffauta.
Przewodniczył jury Złotej Kamery na 57. MFF w Cannes (2004) oraz jury sekcji Un Certain Regard na 65. MFF w Cannes (2012). Zasiadał również w jury konkursu głównego na 59. MFF w Cannes (2006) oraz na 71. MFF w Wenecji (2014).
Był też brany pod uwagę do roli Severusa Snape’a w serii filmów Harry Potter.
Renny Harlin powierzył mu rolę Schultza, który prowadzi interesy z ekstremistyczną grupą o nazwie Bractwo Muzułmańskie w komedii sensacyjnej The Misfits (2021).

## Życie prywatne
Ze związku z Lori Baker ma syna Jacka (ur. 1983). Zamieszkał w Los Angeles. 25 stycznia 1993 poślubił projektantkę mody Nikki Butler. Mają dwóch synów Timothy’ego (ur. 1995) i Cormaca (ur. 1996 zm. 2022).
Stał się kibicem Manchesteru United.

## Filmografia

### Filmy fabularne
- 1982: Zrobione w Brytanii (Made in Britain) jako Trevor
- 1984: Wykonać wyrok (The Hit) jako Myron
- 1985: Powrót do Waterloo (Return to Waterloo) jako punk
- 1988: Świat na uboczu (A World Apart) jako Harold
- 1988: Zabić księdza (To Kill a Priest) jako Feliks
- 1989: Kucharz, złodziej, jego żona i jej kochanek (The Cook the Thief His Wife & Her Lover) jako Mitchel
- 1990: Vincent i Theo (Vincent & Theo) jako Vincent van Gogh
- 1990: Rosencrantz i Guildenstern nie żyją (Rosencrantz & Guildenstern Are Dead) jako Guildenstern
- 1990: Farendj jako Anton
- 1992: Wściekłe psy (Reservoir Dogs) jako pan Orange – Freddy Newandyke
- 1994: Pulp Fiction jako Pumpkin – Ringo
- 1994: Zniewoleni (Captives) jako Philip Chaney
- 1994: Mała Odessa (Little Odessa) jako Joshua Shapira
- 1995: Rob Roy jako Archibald Cunningham
- 1995: Cztery pokoje (Four Rooms) jako Ted, obsługa hotelu
- 1996: Wszyscy mówią: kocham cię (Everyone Says I Love You) jako Charles Ferry
- 1997: Klincz (Gridlock'd) jako Alexander 'Stretch' Rawland
- 1997: Gangster (Hoodlum) jako Dutch Schultz
- 1997: Kłamca (Deceiver) jako Wayland
- 1998: 1900: Człowiek legenda (La leggenda del pianista sull'oceano) jako Danny Boodmann T.D. Lemon Nineteen Hundred '1900'
- 1999: Million Dollar Hotel (The Million Dollar Hotel) jako Izzy Goldkiss
- 2000: Vatel jako Marquis de Lauzun
- 2001: Niezwyciężony jako Hanussen
- 2001: Planeta małp (Planet of the Apes) jako Thade
- 2001: D’Artagnan jako Febre
- 2004: Zabić króla (To Kill a King) jako Oliver Cromwell
- 2005: Dark Water jako Jeff Platzer
- 2007: Młodość stulatka (Youth Without Youth) jako prof. Dominic Matei
- 2007: Funny Games U.S. (Funny Games) jako George
- 2007: Dekameron jako Gerbino
- 2008: Incredible Hulk jako Emil Blonsky
- 2012: The Liability jako Roy
- 2012: Arbitraż (Arbitrage) jako detektyw Michael Bryer
- 2014: Grace księżna Monako jako książę Rainier III Grimaldi
- 2014: Selma jako George Wallace
- 2015: Nienawistna ósemka jako Oswaldo Mobray
- 2015: Opiekun (Chronic) jako David Wilson
- 2015: Hardcore Henry jako ojciec Henry’ego
- 2015: Pan Idealny jako Hopper / Reynolds
- 2015: 600 mil jako Hank Harris
- 2017: Biegnę do ciebie jako Jared
- 2018: Uwaga, anglicy! jako Peter Fox
- 2018: Padre jako Padre
- 2019: Luce jako Peter Edgar
- 2019: Pieśń imion jako Martin Simmonds
- 2021: Elita złodziei jako Schultz
- 2021: Wyspa Bergmana jako Tony
- 2021: Shang-Chi i legenda dziesięciu pierścieni jako Emil Blonsky / Abomination (cameo)
- 2021: Sundown jako Neil Bennett
- 2022: Resurrection jako David
- 2022: Nie wszyscy święci jako Carl Abrahams
- 2022: Punch jako Stan

### Filmy TV
- 1982: Produkcja brytyjska (Made in Britain) jako skinhead Trevor
- 1984: Tymczasem (Meantime) jako Colin
- 1985: Strzały w Stonygates (Murder with Mirrors) jako Edgar Lawson
- 1987: Metamorfozy (Metamorphosis) jako Gregor Samsa
- 1988: Coppers
- 1989: Ścieżka (Knuckle) jako Curly Delafield
- 1990: Yellowbacks jako Peter Pike
- 1993: Jądro ciemności (Heart of Darkness) jako Marlow
- 2006: Tsunami: Po katastrofie (Tsunami: The Aftermath) jako Nick Fraser
- 2009: Skellig jako Skellig
- 2016: Reg jako Reg Keys

### Seriale TV
- 1983: Nie koniecznie wiadomości (Not Necessarily the News) jako gej
- 1984: Drogowa ambicja (Driving Ambition) jako Baz
- 1986: Król getta (King of the Ghetto) jako Matthew Long
- 1989: Świetny romans (A Fine Romance) jako Jaguar
- 1991: Opowieści z krypty (Tales from the Crypt) jako Jack Craig
- 2009–2011: Magia kłamstwa jako dr Cal Lightman
- 2017: Twin Peaks jako Gary „Hutch” Hutchens
- 2017–2020: Gwiazda szeryfa jako Jim Worth
- 2022: Mecenas She-Hulk (She-Hulk: Attorney at Law) jako Emil Blonsky / Abomination

### Filmy krótkometrażowe
- 1988: Do dwóch razy sztuka (Twice Upon a Time)

## Nagrody
- Nagroda BAFTA 1995: Rob Roy (najlepszy aktor drugoplanowy)